# Люблинец (станция)
Люблинец (пол. Lubliniec) — узловая железнодорожная станция в городе Люблинец, в Силезском воеводстве Польши. Имеет 4 платформы и 4 путей. Относится по классификации к категории C, т.е. обслуживает от 300 тысяч до 1 миллиона пассажиров ежегодно.
Станция построена в 1884 году, когда город Люблинец (нем. Lublinitz, Люблиниц) был в составе Германской империи.